# Zweibrücken
För andra betydelser, se Pfalz-Zweibrücken.
Zweibrücken (lat. Bipontium, fr. Deux-Ponts), en så kallad kretsfri stad i det tyska förbundslandet Rheinland-Pfalz, vid Schwarzbach, ett biflöde till Mosel. Staden har cirka 35 000 invånare.
Bland framstående historiska byggnader kan nämnas Alexanderkyrkan med de furstliga gravarna; den av svenske kungen Karl XI byggda Karlskyrkan samt det stora slottet, förr ett av de praktfullaste fursteslotten i Tyskland, delvis förstört av fransmännen 1793. Sedan 1868 är slottet säte för Pfälzisches Oberlandesgericht.

## Historia
Staden var under medeltiden huvudort i ett riksomedelbart grevskap, som vid den äldre zweibrückenska greveättens utslocknande 1393 tillföll kurfurstendömet Pfalz. Vid delningen av de kurpfalziska länderna mellan Ruprecht III:s söner 1410, tillföll Pfalz-Zweibrücken som hertigdöme hans tredje son, Stefan (1385–1459), stiftaren av linjen Pfalz-Zweibrücken.
Vid dennes avsägelse 1453 delades hertigdömet mellan hans två söner: Pfalz-Simmern tillföll Fredrik (1417–1480) och Pfalz-Zweibrücken tillföll Ludvig (der Schwarze, 1424–1489). Dennes ättling Johann I (1550–1604) stiftade den yngre zweibrückenska linjen. Pfalz-Zweibrücken ärvdes 1681 av den  svenska kungen Karl XI, men behärskades vid denna tid i praktiken av Frankrike. Efter freden i Rijswijk 1697 togs området i besittning av den svenska kungen Karl XII. Då  Karl XII saknade manliga arvingar övergick området enligt pfalzisk arvsrätt till en annan arvslinje och lämnade därmed den svenska staten vid konungens död 1718.

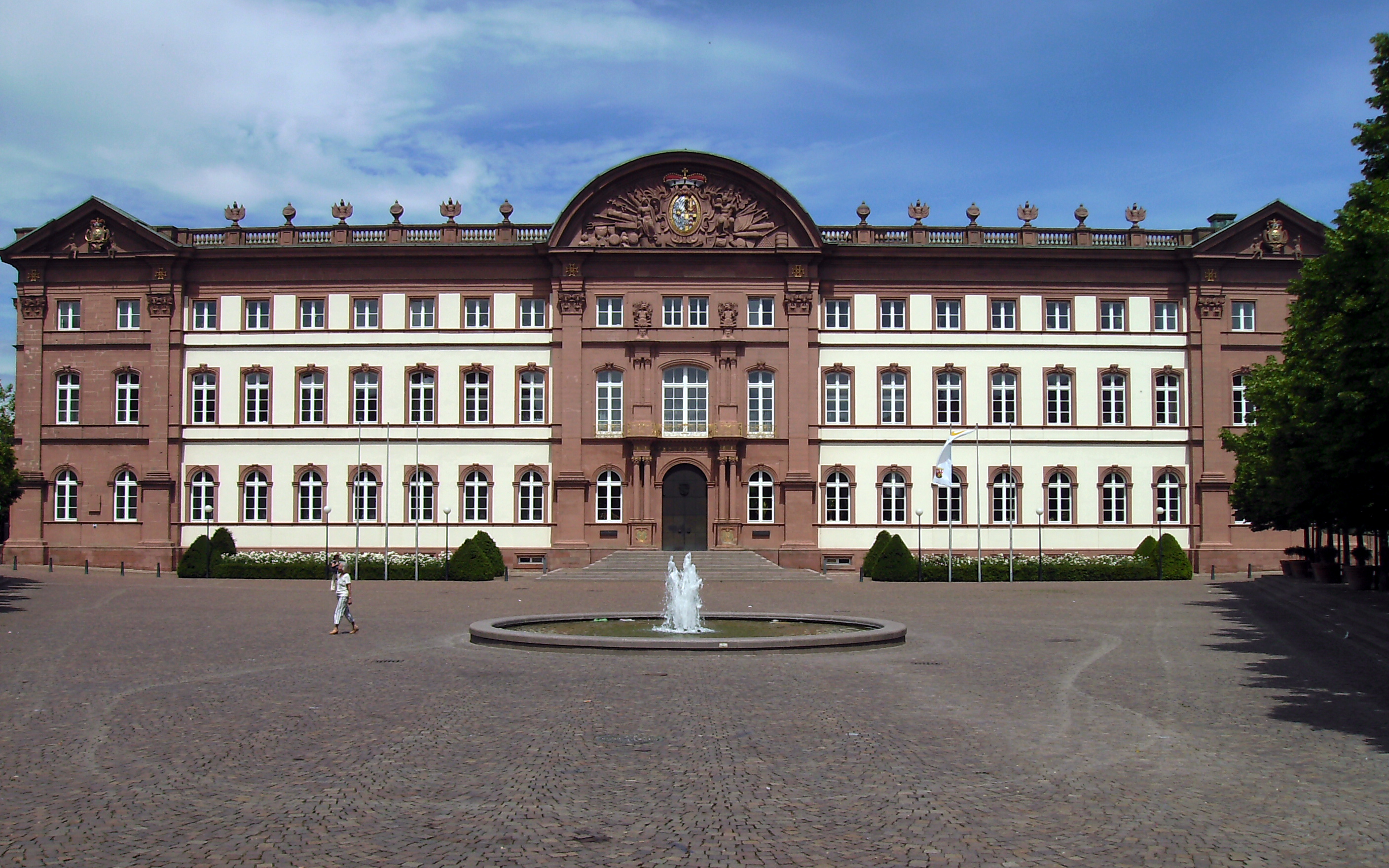
Slottet av Jonas Eriksson Sundahl
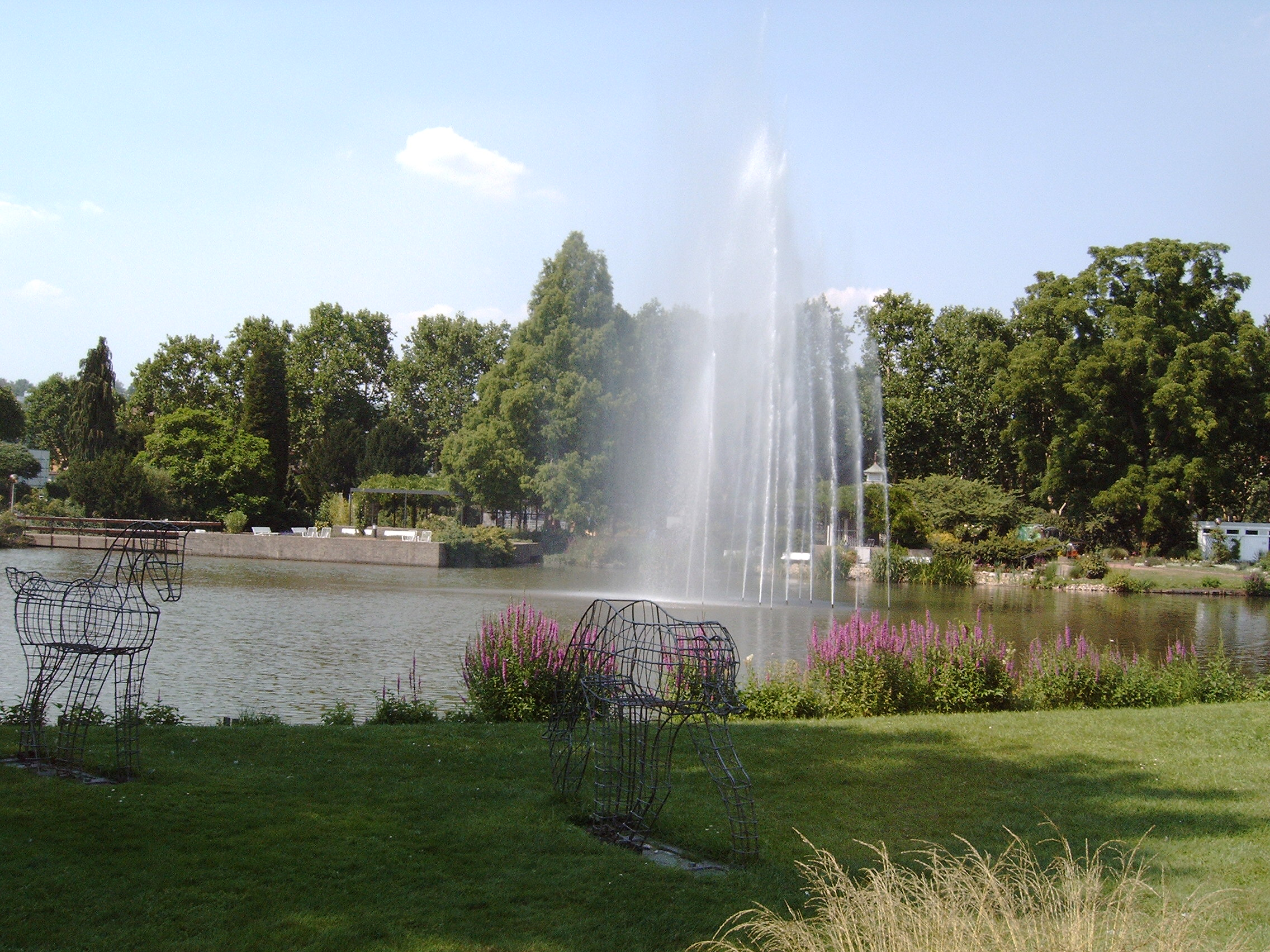
Rosengarten
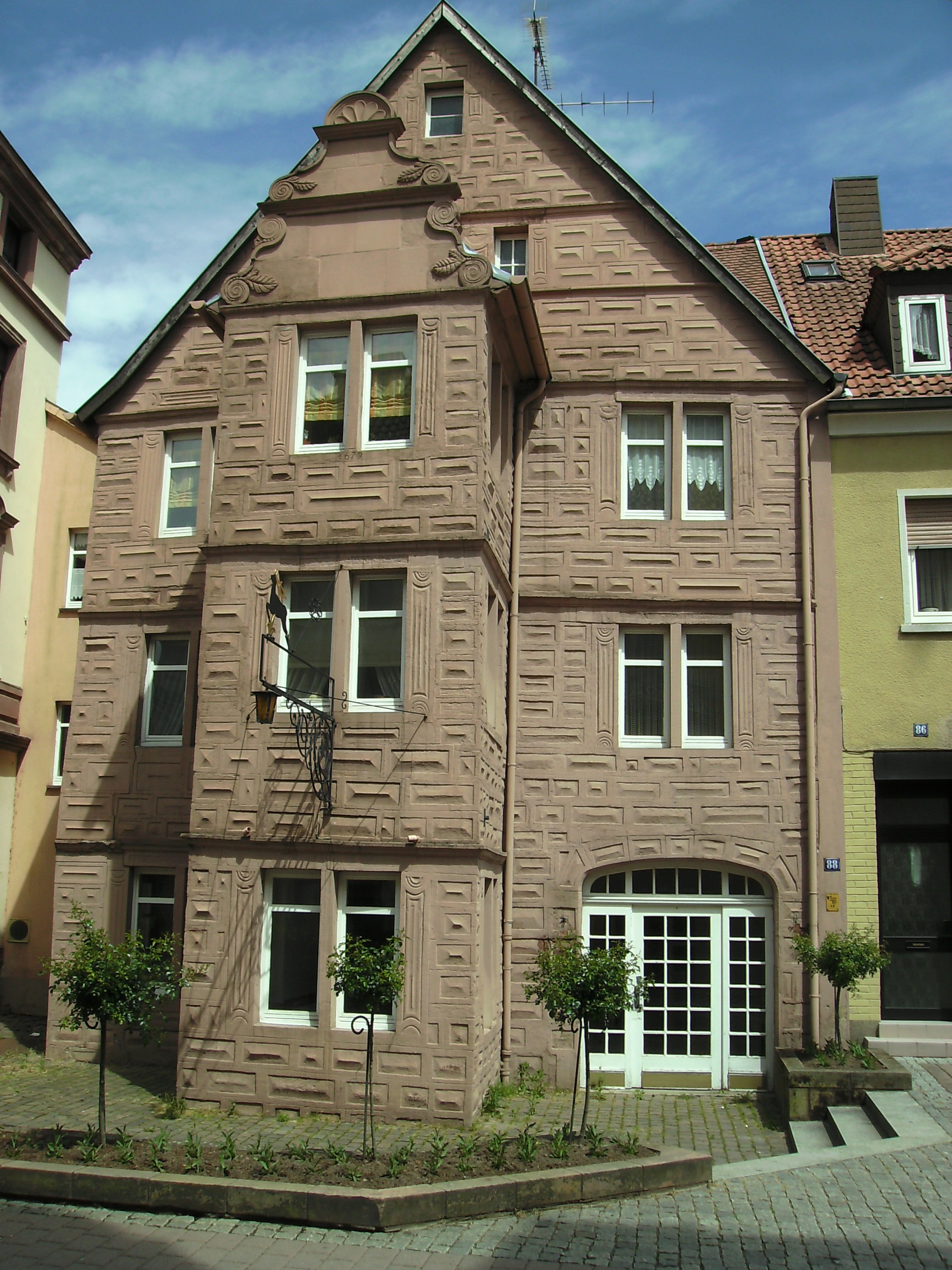
Hus i Zweibrückens centrum